# Armidia signata
Armidia signata är en skalbaggsart som först beskrevs av Ernst Friedrich Germar 1814.  Armidia signata ingår i släktet Armidia, och familjen flugbaggar. Arten har ej påträffats i Sverige.